# Ихтиандър
Ихтиандър е (от гр.: ἰχθυ, ikhthu – риба и ἀνδρο, andro – човек) измислен персонаж, способен да живее под вода, главен герой в научнофантастичния роман „Човекът-амфибия“ на руския писател Александър Беляев , както и в едноименния филм, направен по книгата.